# The Maccabees
The Maccabees is een indierockband uit Brighton, Engeland. De band werd opgericht in 2004 in Londen. De naam ontstond door willekeurig een naam uit de Bijbel te kiezen, hoewel geen enkel bandlid een geloof aan zei te hangen. De band heeft vier albums uitgebracht; Colour it in (2007), Wall of arms (2009), Given to the wild (2012) en Marks to prove it (2015). In 2016 kondigden The Maccabees via sociale media aan uit elkaar te gaan. Er volgden afscheidsconcerten in 2017.
Op 25 oktober 2024 werd aangekondigd dat de band zou reüniëren.

## Discografie

### Albums
- Colour it in, 2007
- Wall of arms, 2009
- Given to the wild, 2012
- Marks to prove it, 2015

### Ep's
- You make noise, I make sandwiches, 2004
- Toothpaste kisses, 2007

### Singles
- X-ray, 2005
- Latchmere, 2006
- First love, 2006
- About your dress, 2007
- Precious time, 2007
- Toothpaste kisses, 2008
- No kind words, 2009
- Love you better, 2009
- Can you give it?, 2009
- Empty vessels, 2009
- Pelican, 2011
- Feel to follow, 2012
- Went away, 2012
- Ayla, 2012
- Marks to prove it, 2015
- Something like happiness, 2015
- Spit it out, 2015